# ریچ سوان
ریچ سوان (انگلیسی: Rich Swann؛ زادهٔ ۱۵ فوریهٔ ۱۹۹۱ ‏(۳۴ سال)) کشتی‌گیر کشتی حرفه‌ای اهل ایالات متحده آمریکا است.